# 伊丹賢太郎
伊丹 賢太郎（いたみ けんたろう、1941年〈昭和16年〉8月15日 - 2024年〈令和6年〉7月13日）は、NHKの元アナウンサー。

## 来歴・人物
東京都出身。慶應義塾普通部、慶應義塾高等学校、慶應義塾大学卒業後、1965年入局。
初任地は山形放送局。入局後は主にニュース番組を担当。後期はラジオ番組の出演が中心であった。
NHKを定年退職後も『ラジオあさいちばん』に出演していたが、2006年3月に降板。以降はアナウンサー業を引退している。

## 過去の担当番組
- ニュースワイド
- NHKジャーナル
- NHKきょうのニュース
- ひるのプレゼント
- ラジオあさいちばん（土日、2002年4月6日 - 2006年3月）
- NHK東西浪曲大会
- サンセットパーク